# Paviferias
Las paviferias se refieren a ferias temporales de venta de pavos y otras aves durante las celebraciones de temporada navideña en el Perú. Dichas actividades aparecieron a inicios de los años 2000, cuando la población peruana comenzaba a consumir pavo congelado.

## Descripción
Las paviferias iniciaron y se asocian con la empresa avícola San Fernando, que hacía entrega de vales para canjear pavos congelados en diferentes puntos de Lima metropolitana. Las paviferias influenciaron en el consumo de pavo en las clases medias de la sociedad peruana, ya que antes el pavo se limitaba a los estratos más altos del país. En 2019, las paviferias despachaban 1,5 millones de pavos, además de mover a una inmensa cantidad de personas, el medio de comunicación ATV lo describe de la siguiente manera en una nota periodística:

Bolsas en mano, cientos de personas llegan hasta los principales centros de abasto de la capital para recoger el producto indispensable para la cena navideña.
Navidad: Largas colas en las paviferias a un día de la noche buena, 23 de diciembre de 2022.

Algunas paviferias también se dedican a la venta exclusiva de carne de pavo, en todas sus variantes, otras paviferias también ofrecen servicio de delivery. Por otra parte, en los alrededores de los locales habilitados para paviferias (por ejemplo, estadios deportivos) se crean negocios secundarios, como venta de bolsas de rafia para transportar los pavos congelados, o servicio de corte y fileteados.

### Incidentes notables
En 2017 las paviferias ligadas a la empresa San Fernando fueron acusadas de no respetar el pago y los derechos laborales de sus empleados, que son en su mayoría universitarios o trabajadores temporales. Las paviferias fueron limitadas durante dos años, del 2020 al 2021, en el contexto de la pandemia de COVID-19 en el Perú, debido a que eran puntos rojos de aglomeración, en diciembre de 2022 las paviferias se vieron beneficiadas por la prohibición de las ferias avícolas tradicionales de venta de pavo vivo, al estas últimas ser prohibidas debido al brote de gripe aviar.